# 赫歇爾 (伊利諾伊州)
赫歇爾（英語：Herscher）是位於美國伊利諾伊州坎卡基縣的一個村落。

## 地理
赫歇爾的座標為41°03′03″N 88°05′43″W / 41.05083°N 88.09528°W，而該地最高點為海拔高度200米（即656英尺）。

## 人口
根據2010年美國人口普查的數據，赫歇爾的面積為4.70平方千米，當中陸地面積為4.70平方千米，而水域面積為0.00平方千米。當地共有人口1591人，而人口密度為每平方千米338人。